# Helium-5
Helium-5 of 5He is een onstabiele radioactieve isotoop van helium, een edelgas. 

## Radioactief verval
Helium-5 vervalt door neutronemissie naar de stabiele isotoop helium-4:
{\displaystyle {\ce {^5_2He -> ^4_2He + ^1_0n}}}
De halveringstijd is extreem kort: 7 × 10−13 nanoseconden. De isotoop komt dan ook van nature niet op Aarde voor.
2He · 3He · 4He · 5He · 6He · 7He · 8He · 9He · 10He